# Papir de Rhind

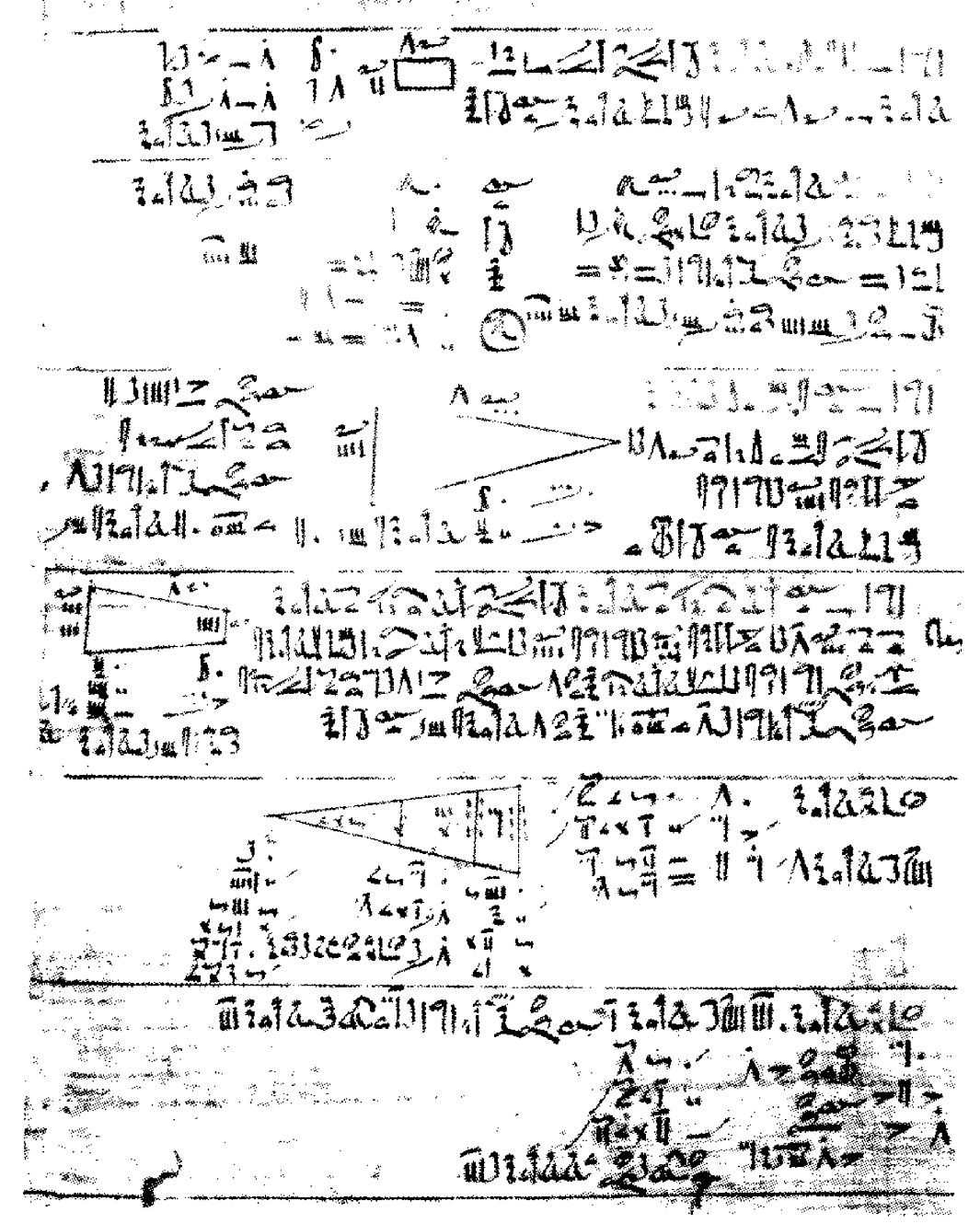
Fragment del papir de Rhind

El papir de Rhind és un papir egipci datat del 1650 aC. Juntament amb el papir de Moscou, és el document matemàtic més important de l'antic Egipte. És una còpia realitzada per un escriba anomenat Ahmes, per la qual cosa també se'l coneix com a papir d'Ahmes. Ahmes assegura que el va copiar d'un document anterior de la XII dinastia, al voltant del 1800 aC. Alexander Henry Rhind, un antiquari escocès de qui li ve el nom, el va comprar el 1858 a Luxor (Egipte). Actualment, es conserva al Museu Britànic de Londres, tot i que alguns fragments són al Museu de Brooklyn de Nova York.
El papir complet fa uns 5 metres de llarg i 33 cm d'ample i està escrit per les dues cares. Consta de 87 problemes escrits en escriptura hieràtica que tracten sobre àlgebra, geometria i trigonometria. En els primers paràgrafs del papir, Ahmes ens assegura que és el: càlcul exacte per a entrar en el coneixement de les coses existents i de tots els obscurs secrets i misteris.

## Context històric
Les matemàtiques en l'antic Egipte mai van arribar al nivell de les matemàtiques dels babilonis. Això possiblement és degut al major desenvolupament econòmic de Babilònia, que geogràficament es trobava en una posició molt més propicia que els egipcis, els quals estaven bastant aïllats, mentre que per Babilònia passava un gran nombre de rutes comercials. Ni tampoc el riu Nil exigia una enginyeria i una administració tan complexes com els més erràtics rius Tigris i Eufrates.
Tot i així, fins al relativament recent desxifrat de les taules matemàtiques de Babilònia, Egipte era, amb diferència, el camp més ric per a la investigació de la història antiga. Això és gràcies a les tombes i temples que els antics egipcis construïen, moltes de les quals encara avui es conserven en un bon estat. Una altra raó n'és el clima sec de la zona, fet que és causa que s'hagin preservat un bon nombre de papirs i altres objectes que, si s'haguessin trobat en una zona més humida, haurien desaparegut fa molts anys.

## Història
El papir de Rhind va ser escrit en escriptura hieràtica (una forma cursiva dels jeroglífics més adaptada per a l'ús d'una ploma i tinta) cap a l'any 1650 aC per un escriba anomenat Ahmes, que assegura que era la transcripció d'un document anterior que data de la dotzena dinastia (1849-1801 aC).
El papir de Rhind va ser descobert en un petit edifici prop del Ramesseum, que es troba a la riba oest del Nil, a Tebes, i es va comprar a Luxor el 1858 per A. Henry Rhind, un advocat escocés que, per motius de salut, va esdevenir un arqueòleg especialitzat en l'excavació de les tombes de Tebes (ciutat de l'antic Egipte a dins de la moderna ciutat de Luxor). El papir va ser part de la seva compra d'una col·lecció d'antiguitats egípcies. Després d'una visita posterior a Egipte, Rhind va morir de tornada a casa. El papir es va vendre al Museu Britànic l'any 1865, on encara que el papir era originàriament un sol rotllo de gairebé 5,64 metres de llarg i 33 centímetres d'alçada, va arribar al Museu Britànic en dos trossos i sense una part central. Semblava que aquesta part central havia desaparegut, però quatre anys més tard que Rhind comprés el papir, un egiptòleg americà, Edwin Smith, es va vendre el que ell pensava que era un papir sobre medicina. Aquest papir va resultar ser un engany, ja que es va fer enganxant fragments d'altres papirs en un llibre fictici.
Amb la mort d'Edwin Smith, la seva col·lecció d'antiguitats egípcies es va presentar a la Societat Històrica de Nova York i, el 1922, algunes peces del rotllo fraudulent es van identificar com a pertanyents al papir de Rhind.
El desxiframent del papir es va completar quan el Museu Britànic va comprar-ne els fragments que faltaven i els va posar en el lloc apropiat.
La traducció del papir va ser possible gairebé immediatament gràcies als coneixements que va aportar la pedra Rosetta, que va ser descoberta per oficials de l'exèrcit de Napoleó prop de la branca Rosetta del Nil el 1799. La pedra es compon en tres panells, cadascun es troba inscrit en un tipus diferent d'escriptura; grec, l'escriptura demòtica d'Egipte (una forma hieràtica desenvolupada) i antiga jeroglífica d'Egipte.

### Edicions modernes
La primera edició moderna del text, comentada i traduïda a l'alemany, la va publicar el 1877 l'egiptòleg August Eisenlohr amb el títol de Ein mathematisches Handbuch der alten Aegypter,.
En els anys 1920's van publicar-se dues noves edicions: Per una banda la publicada el 1923 per l'egiptòleg Thomas Eric Peet amb el títol The Rhind Mathematical Papyrus: British Museum 10057 and 10058 i per altra la publicada el 1929 pels matemàtics de la universitat Brown Arnold Chace, Raymond Clare Archibald i Henry Manning amb el títol The Rhind Mathematical Papyrus: Photographic Facsimile, Hieroglyphic Transcription, Transliteration, Literal Translation, Free Translation, Mathematical Commentary, and Bibliography. En general, els egiptòlegs prefereixen la primera, mentre que els historiadors de la ciència i els matemàtics prefereixen la segona.
L'edició de Marshall Clagett (1987) inclosa en el seu volum Ancient Egiptian Science segueix molt fidelment la de Brown de 1929. També el 1987, el British Museum va editar el manuscrit sota la direcció de Gay Robins i Charles Shute amb el títol de The Rhind Mathematical Papyrus: An Ancient Egyptian Text
En català es pot consultar Història de la matemàtica. Egipte i Mesopotàmia (2016) publicada per l'Institut d'Estudis Catalans.

## Les matemàtiques dels egipcis

### Sistema de numeració

#### Representació jeroglífica
El sistema de numeració egipci era en base deu, segurament perquè els humans tenim deu dits a les mans i tendim, per comoditat, a usar-los a l'hora de comptar. El nombre 1 era representat per un pal, símbol bastant semblant al nostre, i les potències de deu fins a la setena eren representades per diferents pictogrames.
Els altres nombres eren representats utilitzant aquests símbols additivament, és a dir, el nombre representat és igual a la suma de tots els caràcters dibuixats, amb cada símbol repetit com a molt nou vegades. Normalment escrivien, d'esquerra a dreta, els nombres en ordre creixent. Els egipcis, però, no utilitzaven tots els mateixos símbols per a representar les operacions aritmètiques. En el papir de Rhind, Ahmes representa la suma i la resta amb el dibuix d'unes cames orientades cap a l'esquerra i cap a la dreta, respectivament.

#### Representació hieràtica
Abans de la invenció del papir, només s'escrivia amb inscripcions fetes en pedra o metall, una manera poc pràctica i plena de limitacions. Per això, aquest antecessor del paper va provocar certs canvis en l'escriptura egípcia. Els sacerdots egipcis, se'ls considera els responsables dels primers passos en l'evolució de l'escriptura. Ells van desenvolupar un estil de símbols molt menys pictòrics i més ràpids d'escriure, que rep el nom de hieràtica (sagrada). Però, a la llarga, es va passar a fer un ús més general de l'escriptura, i fins i tot la hieràtica va resultar ser massa complexa i lenta. Aleshores, va sorgir una espècie de taquigrafia coneguda com a demòtica (popular).
En les dues noves formes d'escriure, la representació numèrica continuava sent additiva i en base 10, però aquestes tenien marques per a representar la repetició de caràcters. Aquest tipus de notació es diu xifrat.
Tot i que aquest sistema obliga a treballar la memòria, la idea del xifrat és un dels passos decisius en el desenvolupament de la numeració, considerat comparable al sistema posicional dels babilonis.

### Unitats de mesura
Molts problemes del papir de Rhind són de caràcter mercantil, amb intercanvis i càlculs de quantitats. És per això que cal, abans de tot, fer una explicació de les unitats de mesura que s'hi poden trobar.

#### Longitud
La mesura de l'avantbraç humà també va servir en l'antic Egipte com a unitat de longitud, es deia colze. El colze més utilitzat era el colze reial, la longitud del qual era una mica més de mig metre, però també s'utilitzava el colze curt, de longitud uns quants centímetres menor. Cada colze es dividia en 7 pams i cada pam en 4 dits.
També, 100 colzes reials formaven un khet o corda i, per acabar, un doble remen equivalia a la mesura de la diagonal d'un quadrat de costat igual a un colze.

#### Superfície
A partir de les mesures de longitud, es calculaven les mesures de superfície. Els únics problemes que tracten de l'àrea són els 48-55. Les unitats de mesura en aquests problemes són, en primer lloc, el setat, que equivalia a un khet quadrat o igualment, a 10.000 colzes quadrats.
Per exemple, l'àrea d'un camp s'expressa en termes de setat i fraccions de setat. Els egipcis van utilitzar les fraccions 1/2, 1/4 i 1/8 de setat, i per a aquestes fraccions tenien formes especials.

#### Capacitat
La mesura de volum o capacitat usada en especial per a mesurar gra era l'hekat. L'hekat és aproximadament 292 polzades cúbiques. L'hekat es dividia en 10 hinu i cada hinu equivalia a 32 parts anomenades ro. D'altra banda, un khar té 20 hekats o, de la mateixa manera, equivalia a dos terços d'un colze cúbic. Per tant, cada colze cúbic mesurava 1,5 khar.
La informació sobre la mida de l'hekat s'ha extret, en particular, dels problemes 41 a 46, on es calcula la capacitat de certs graners a partir de les seves dimensions.
La mesura d'una quantitat de gra s'expressa en termes de l'hekat i fraccions de l'hekat.

#### Qualitat
El pesu era la unitat per a determinar la qualitat dels aliments com el pa o la cervesa. Si d'un hekat de gra se'n feia una peça de pa, el pesu d'aquest pa era 1 i si se'n feien dues, el seu pesu era 2. El càlcul del pesu era:
Pesu =  nombre de peces de pa o gerres de cervesa / nombre d'hekats de gra.

### Aritmètica
En aquest apartat, tractarem les quatre operacions fonamentals de tota aritmètica: suma, resta, divisió i producte. I com els egipcis duien a terme aquestes operacions. Aquestes quatre operacions, les podem dividir en dos blocs, tenint en compte els coneixements amb què els historiadors compten pel que fa a les matemàtiques egípcies.
Per una banda, tenim la suma i la resta, de les quals no tenim informació sobre el mètode que feien servir per a resoldre-les, ja que dintre el papir, aquestes operacions no es desenvolupen i només apareix el resultat de les operacions; els historiadors suposen que aquestes operacions es duien a terme en papers auxiliars, per tal de no ocupar tant d'espai en la resolució dels problemes, però aquests suposats papers no s'han trobat, i així, és només una suposició. A més, cal tenir present que un error en una operació com aquesta és tan estrany, dintre de les matemàtiques egípcies, que això ens pot indicar que tenien taules per fer sumes (i, conseqüentment per fer restes), de les quals, qui resolia el problema simplement llegia les solucions.
Així com per sumes i restes d'enters no tenim cap certesa sobre l'existència d'aquestes taules, pel que fa a les fraccions, sí que tenim evidències com per assegurar que les feien servir, els mateixos continguts d'altres papirs, com el papir que acompanyava el papir de Rhind quan aquest va ser comprat, són evidències prou fortes com per a assegurar l'existència d'aquestes taules.
Per altra banda, pel que fa a la multiplicació i la divisió, sí que tenim més informació sobre el mètode que feien servir per a fer aquestes operacions.
El mètode per tal de multiplicar només necessita la multiplicació per 2 (que els egipcis dominaven), i de la suma.
Per tal d'explicar la multiplicació, farem ús d'un exemple, ja que així es veu clarament de què tracta el mètode.
Volem operar 8 x 5. El primer que hem de fer és triar un dels dos nombres; els criteris per triar l'un i no l'altre depenen exclusivament de la persona que fes aquell problema concret. Triem-ne el 8.
Ara el que hem de fer és descompondre 5 com a suma de potències de 2, és a dir, 5 = 1 + 4.
Un cop fet això, tenim que 8 x 5 = 8 x (4+1) = 8 + 8*4 = 8 + 8*2*2, és a dir, la nostra multiplicació es redueix a doblar el nombre 8 dos cops, i així, obtenim que 8 x 5 = 8 + 32 = 40.
Aquest mètode està basat en el fet que podem escriure qualsevol nombre natural com a suma de potències de 2, i per tant, de saber doblar un nombre, podem calcular aquest nombre multiplicat per qualsevol, ja que el podem descompondre en potències de 2, i així operar.
No sabem amb certesa quin coneixement tenien els egipcis d'aquest fet, que ara com ara és fonamental per a la informàtica; del que sí que tenim constància és que era fonamental per a les seves operacions aritmètiques.
El mètode per a la divisió està molt relacionat amb el mètode de la multiplicació. Per als egipcis, la divisió s'entenia com una multiplicació, és a dir, per a un egipci plantejar dividir un nombre a per un nombre b era més aviat plantejar per quin nombre c s'ha de multiplicar b per obtenir a.
El mètode depèn també, quasi exclusivament, de la descomposició d'un nombre en base 2.
En posarem un exemple, igual que per a la multiplicació.
Volem dividir 133/7:
Tal com hem dit abans, per a un egipci, aquest problema es plantejava de la forma: “per quin nombre he de multiplicar 7 per obtenir 133?”. Així, el que feia és multiplicar el nombre 7 per successives potències de 2 fins que obtingués una potència que sobrepassa el nombre (133). Un cop aquí, el que ha de fer qui resol la multiplicació és trobar la combinació que ens dona el nombre que busquem i així, buscant els factors que hem usat per obtenir-lo, tindrem el nombre que busquem.
Fem:
1 7
2 14
4 28
8 56
16 112
Ara veiem que si sumem 7 + 14 + 112 = 133, així, el nostre nombre serà la suma dels factors, és a dir, 1 + 2 + 16 = 19. Per tant, 133 entre 7 = 19.
No hi havia un mètode estàndard per tal de trobar quins nombres eren els que escollien per tal de sumar el nombre desitjat; això era una habilitat que depenia de qui fes el problema.
Un cop fetes les quatre operacions fonamentals, passem a parlar de les fraccions. Les matemàtiques egípcies dediquen molts esforç al tractament de les fraccions, ja que la seva notació impedia moltes simplificacions en el tractament d'aquestes. El tractament de les fraccions es redueix a les fraccions amb 1 com a numerador, que eren les més usades, i el mètode bàsic per al tractament de fraccions i una fracció especial, el 2/3, que tenia un paper especial dintre les matemàtiques egípcies. Així, el tractament de fraccions com ⅗ o 4/9 té moltes complicacions, ja que les úniques fraccions de què podem fer ús són aquelles que tenen 1 com a numerador i el ⅔. Per indicar una fracció, els egipcis posaven una ratlla superior al nombre, i això indicava que era la fracció, el recíproc.
El fet de tenir aquests sistema de numeració va fer que els egipcis haguessin de crear molts mètodes per tal de poder tractar amb facilitat aquestes fraccions. I això fa que haguessin de desenvolupar moltes tècniques, com per exemple, les taules de fraccions, de les quals parlarem després.
La majoria de regles simples entre fraccions s'aprenien quasi de memòria per tal de poder operar més ràpid i això fa que la multiplicació i divisió de fraccions es convertissin en una cosa molt important a tractar, ja que, un cop tractada, per tal de resoldre problemes, només calia anar a buscar els resultats que algú havia fet. Per tal de multiplicar i dividir amb fraccions, el mètode no està explicitat cap lloc, però es creu que és un mètode molt semblant al que hem explicat prèviament amb els nombres enters, introduint les operacions amb fraccions dintre el mètode, i, per tant, complicant-lo.
Era molt freqüent l'ús de les fraccions denominades fraccions de l'ull d'Horus, ja que segons la mitologia egípcia aquest l'havia perdut durant una batalla amb Seth (déu de la violència i el desordre). Després d'aquesta guerra, l'assemblea de déus va donar permís a Thot (déu de la saviesa) per reconstruir l'ull d'Horus a partir de les sis parts en què s'havia dividit. L'ull d'Horus va passar a ser un dels amulets més valuosos per als egipcis i, per tal de celebrar el triomf del bé sobre el mal, es va decidir que l'ull d'Horus representés les fraccions d'hekat; per tant, cadascuna de les parts de l'ull va passar a representar una fracció determinada.
Si se sumen les sis fraccions, falta una seixantena part per formar la unitat, la fracció que tenia Thot sota la seva protecció.

### Àlgebra
Queda clar, en més d'un dels documents trobats, que els egipcis resolien equacions de primer grau amb una incògnita. La manera que tenien de resoldre aquest tipus d'equacions era el de la falsa posició. Per fer més clara l'explicació del mètode, tot i que els egipcis mai van expressar-se així, utilitzarem la notació moderna i considerarem l'equació x + x/b = A. El procediment consisteix a donar a la incògnita un valor x0 que ens sigui convenient i fer les operacions donades (en el papir de Rihnd, Ahmes agafa sempre x0 = b, així no té cap problema en fer la divisió), obtenint així un resultat A0 que tindrà la mateixa relació amb A que x0 amb x. És a dir, x/x0 = A/A0, per tant, x = (A/A0) x 0.
Més gràficament:
1. Es planteja l'equació F(x) = x + x/b = A
2. Se suposa x0 solució i es calcula F(x0) = x0 + x0/b = A0. Si A0 = A, x = x0
3. Si A0 = A, x = x0. Si no, x = (A/A0) x 0
Hem vist, per tant, que els egipcis ja utilitzaven, en una forma potser elemental, el mètode de la falsa posició, el més usat en l'edat mitjana, fins que, amb el desenvolupament del simbolisme algebraic, va ser substituït per mètodes més avançats. Tot i així, no en tots els problemes algebraics trobats de l'antic Egipte s'utilitza aquest procediment. En el problema 30 del papir de Rihnd, per exemple, Ahmes resol l'equació x + 2/3x + 1/2x + 1/7x = 37 dividint (1+⅔+½+1/7) entre 37.

## Taules de fraccions unitàries

### Taules
Com hem vist anteriorment, els egipcis només consideraven les fraccions unitàries i la fracció dos terços. Abans dels 87 problemes, el papir de Rhind conté dues taules de caràcter aritmètic que posteriorment faciliten la resolució de molts problemes del papir.
La primera taula està formada per la divisió del nombre 2 per tots els nombres senars del 3 al 101. Les respostes estan expressades per la suma de fraccions unitàries. Aquesta taula és la més extensa i completa de totes les taules aritmètiques trobades en tots els papirs egipcis que ens han arribat als nostres dies. Segurament, ha estat la taula més usada per tots els escribes egipcis, de la mateixa manera que en la matemàtica moderna s'utilitzaven les taules de logaritmes.
La segona taula són els quocients d'1, 2,3,... 9 dividits per 10. Té el mateix format que la taula anterior.

### Interpretació de Richard J. Gillings
A continuació, exposem el que creiem que és una de les teories més importants pel que fa a la interpretació d'aquestes taules. Aquesta teoria va ser desenvolupada per Richard J. Gillings.
El que aquesta teoria tracta d'explicar és el perquè de la tria de certs nombres quan es tracta de descomposicions de fraccions.
La teoria es basa en 5 regles bàsiques a seguir pel que fa a descomposicions:
1. De les possibles igualtats, cal triar aquelles que continguin nombres més petits.
2. Una igualtat de 2 termes és preferible a una de 3, i una de 3 termes a una de 4, encara que quasi mai es fa ús d'igualtats amb més de 3 termes.
3. Les fraccions unitàries sempre són escrites en ordre descendent de magnitud, és a dir, els nombres més petits primer, mai la mateixa fracció dues vegades.
4. La magnitud del primer nombre és la consideració principal, encara que s'accepta un primer nombre una mica més gran si aquest redueix considerablement l'últim nombre.
5. Es prefereixen els nombres parells als imparells (104 parells, 24 senars a la taula), encara que siguin més grans i encara que el nombre de termes augmenti.

Les quatre primeres regles són bastant compartides entre altres historiadors, i ja eren defensades per altres historiadors anteriors a Gillings; el que Gillings introdueix és la cinquena regla, que no és mencionada per cap altre historiador anterior.
Gillings fa ús d'un estudi realitzat a finals dels anys 60 amb l'ajuda d'un ordinador, on es compara la descomposició que es realitza en aquestes taules amb un càlcul realitzat per un ordinador. La conclusió de l'estudi és la gran capacitat dels egipcis per a calcular i per a escollir solucions molt òptimes, sense tenir eines de càlcul poderoses com podria ser avui dia un ordinador.
Un estudi més detallat, amb el comentari d'operacions concretes per a cada tria es troba en el llibre de Gillings Mathematics in the time of the Pharaohs, al capítol 6.

## Estructura i problemes
En aquest apartat, hem analitzat els problemes del papir de Rhind. Per a fer-ho, hem utilitzat una classificació de Richard J. Gillings que separa els problemes per temàtiques. Aquesta classificació és molt comuna en totes les fonts que hem utilitzat.
La classificació és la següent:
| Problemes | Temàtica                                                                          |
| 1-6       | Divisió de 1,2,...9 barres de pa entre 10 persones                                |
| 7-20      | Multiplicació per certs nombres fraccionaris                                      |
| 21-23     | Problemes de completació                                                          |
| 24-27     | Solució d'equacions de primer grau                                                |
| 28-29     | Pensa un nombre                                                                   |
| 30-34     | Divisió per nombres fraccionals                                                   |
| 35-38     | Divisió de l'hekat                                                                |
| 39-40     | Progressions aritmètiques                                                         |
| 41-46     | Problemes de volums                                                               |
| 47        | Divisió de 100 hekats                                                             |
| 48-55     | Àrea de triangle, rectangle, trapezi i cercle                                     |
| 56-60     | Pendent, alçada i base d'una piràmide                                             |
| 61-61B    | Taula de dos terços de fraccions                                                  |
| 62        | Problema poc clar sobre proporcions i relacions de metalls preciosos i el seu pes |
| 63        | La divisió proporcional de barres de pa                                           |
| 64        | Una progressió aritmètica Sn=(n/2)[2l-(n-1)d]                                     |
| 65        | La divisió proporcional de barres de pa                                           |
| 66        | Divisió de greix                                                                  |
| 67        | Proporció de bestiar                                                              |
| 68        | La divisió proporcional de gra entre grups de persones                            |
| 69-78     | Problemes mercantils. Pes de pa i cervesa. Intercanvis                            |
| 79        | Progressió geomètrica de radi 7                                                   |
| 80-81     | Taules de fraccions de l'ull d'Horus                                              |
| 82-84     | Problemes poc clars que parlen de menjar, animals domèstics, ocells i bous        |
| 85        | Escriptura enigmàtica                                                             |
| 86-87     | Problemes poc clars, parts dels quals falten                                      |

A l'inici del papir, l'escriba Ahmes deixa la següent nota als futurs lectors:
"Acurate reckoning of entering into things, knowedge of existing things all, mysteries, (...) secrets all. Now was copied book this in year 33, month four of the inundation-season [under the majesty of the ] King of [Upper and] Lower Egypt, 'A-user-Re', endowed with life, in likeness to writings of old made in the time of the King of Upper [and Lower] Egypt,.... Lo the scribe A'h-mosè writes copy this."